# Just Rambling Along
Just Rambling Along è un cortometraggio muto del 1918, diretto e prodotto da Hal Roach con Stan Laurel. 
Rappresenta l'ottavo film girato dall'attore Stan Laurel dopo il cortometraggio Bears and Bad Men girato sempre nel 1918.
Il cortometraggio della durata di 9 minuti fu distribuito il 3 novembre 1918.

## Trama
Un povero diavolo (Laurel) vive di ciò che trova.
Un giorno dopo aver avuto una disputa con un ragazzino a causa di un portafoglio che aveva trovato per strada (alla fine vinse il ragazzino in quanto figlio di un poliziotto che si intromette nella questione ed allontana Stan), incontra una giovane donna, la quale lo invita a seguirla in un ristorante, accompagnato da altri uomini, ma viene cacciato perché non ha un soldo.
Non sapendo cosa fare, si ritrova davanti il ragazzino di prima, gli ruba un soldo che il poliziotto gli aveva dato in premio e ritorna nel ristorante. All'interno si fa preparare solo un caffè e corre a sedersi vicino alla donna, la quale scambia furtivamente il suo conto con quello di Stan, molto meno costoso. Quando questa se ne va, Stan, inseguendola, scopre alla cassa lo scambio del conto e si accorge che non sarebbe riuscito a pagare quello della donna. Cerca di scappare, ma viene acciuffato, picchiato e sbattuto fuori dove lo attendono il ragazzino e un poliziotto che nel frattempo aveva chiamato.

## Curiosità
Gran parte del cortometraggio verrà ripreso per Sotto zero, un remake del 1930 sempre interpretato da Laurel al fianco di Oliver Hardy con cui darà vita al duo "Stanlio e Ollio".

## Cast
- Stan Laurel: Stan, il vagabondo
- Clarine Seymour: signora graziosa
- Noah Young: poliziotto
- James Parrott: cuoco
- Bud Jamison: Chef
- Charley Chase: uomo vicino all'attaccapanni
- Bunny Bixby, Mary Burns, Harry Clifton, Helen Fletcher, Max Hamburger, Wallace Howe, Bert Jefferson, Alma Maxim, Belle Mitchell, Herb Morris, Marie Mosquini, William Petterson, Hazel Powell, Lillian Rothchild, Adu Sanders, Emmy Wallace, Dorothea Wolbert: clienti nel ristorante